# Puligny-Montrachet
Puligny-Montrachet è un comune francese di 433 abitanti situato nel dipartimento della Côte-d'Or nella regione della Borgogna-Franca Contea.

## Società

### Evoluzione demografica
Abitanti censiti